# Борстель-Гоенраден
Борстель-Гоенраден (нім. Borstel-Hohenraden) — громада в Німеччині, розташована в землі Шлезвіг-Гольштейн. Входить до складу району Піннеберг. Складова частина об'єднання громад Піннау.
Площа — 14,88 км2. Населення становить 2490 ос. (станом на 31 грудня 2020).